# Parnasovci
Parnasovci so francoski pesniki, pripadniki francoske pesniške šole imenovane po svojem prvem zvezku poezij Sodobni Parnas.
Prvi zvezek poezij natisnjenih v Svobodnem Parnasu (francosko Parnasse contemporain) je izšel leta 1866. Z deli objavljenimi v Svobodnem Parnasu so avtorji protestirali zoper čustveno romantiko in si prizadevali v znanosti, filozofiji in umetnosti za strogo ločeno pisanje. Pobudnik je bil pesnik 
Charles Leconte de Lisle, poleg njega pa še Théophile Gautier, Charles Baudelaire, Théodor de Banville in še nekateri drugi.  